# Le Ping-pong
Le Ping-pong est une pièce de théâtre en deux parties et douze tableaux de l'auteur dramatique Arthur Adamov créée en 1955 au Théâtre des Noctambules. Il s'agit de l'une des premières pièces de l'auteur portant sur des thèmes politiques et sociaux.

## Personnages et distribution lors de la création
- Arthur : R. J. Chauffard
- Victor : Jean Martin
- Mme Duranty : Marcelle Géniat
- Sutter : Jacques Mauclair
- M. Roger : Xavier Renoult
- Annette : Christiane Lénier
- Le Vieux : Pierre Leproux

Mise en scène : Jacques Mauclair
Scénographie : Jacques Noël.

## Construction
Première partie
- Premier tableau : L'Espérance
- Deuxième tableau : Le Consortium
- Troisième tableau : L'Établissement de bains
- Quatrième tableau : Le Magasin de chaussures
- Cinquième tableau : Le Consortium
- Sixième tableau : Le Square

Deuxième partie
- Septième tableau : Le Cours de danse
- Huitième tableau : Le Square
- Neuvième tableau : Chez le Vieux
- Dixième tableau : Le Square
- Onzième tableau : Chez Mme Duranty
- Douzième tableau : Chez Victor

## Postérité
La pièce est analysée dans l'une des mythologies de Roland Barthes. Il y montre que même si la critique bourgeoise a voulu voir dans le flipper de la pièce une allégorie d'un système aliénant, il ne s'agit que d'un objet. Celui-ci a pour seul rôle de créer des situations de dialogue et de créer des relations entre les personnages sans pour autant être un symbole.